# Liam Phillips
Pour les articles homonymes, voir Phillips.
Liam Peter Phillips (né le 11 mars 1989 à Taunton) est un coureur cycliste anglais, spécialiste du bicycle motocross (BMX).
Il a représenté la Grande-Bretagne lors de trois Jeux olympiques et est devenu champion du monde en 2013. Il a également remporté deux Coupes du monde consécutives en 2014 et 2015.

## Biographie
À l'âge de 19 ans, Phillips est sélectionné par sa fédération pour participer aux Jeux olympiques de Pékin. Il est éliminé de la compétition en quarts de finale, mais cela li premet d'acquérir de l'expérience. Deux ans plus tard, il se classe deuxième d'une manche de Coupe du monde.
Son année BMX 2011 est marquée par une blessure. Il passe alors dans une autre discipline en pratiquant la vitesse par équipes sur piste. Il met à profit son explosivité dans le rôle de démarreur et gagne la médaille de bronze (avec Kian Emadi et Philip Hindes) aux championnats nationaux sur piste de 2011. Il retourne ensuite sur un BMX pour préparer Londres 2012.
Phillips remporte la médaille d'argent dans l'épreuve de contre-la-montre aux championnats du monde BMX 2012 à Birmingham , mais un accident en Coupe du monde quelques jours après  abouti à une fracture de la clavicule dix semaines avant les Jeux olympiques. Il est sélectionné pour représenter le Royaume-Uni aux Jeux olympiques d'été de 2012. Il participe à l'épreuve de BMX. Lors de la manche de répartition, il réalise le 12e temps. En quarts de finale, il termine deuxième de sa série et se qualifie pour les demi-finales. Lors de celles-ci disputées sur trois courses, il termine successivement 2e, 3e et 4e des manches et se classe troisième au général de sa série. Il dispute la finale, où il prend la huitième place.
En 2013, il réalise sa meilleure année. Il remporte la première manche de la Coupe du monde à domicile, à Manchester. Puis, il est sacré champion du monde. En 2014 et 2015, il s'adjuge à chaque fois le général de la Coupe du monde.
En 2016, il gagne une nouvelle fois la Coupe du monde de Manchester. À Rio, pour ses troisièmes Jeux, réalise le dixième temps des qualifications, mais abandonne en quarts de finale, à cause d'une chute.
En 2017, il est élu à la Commission des Athlètes UCI. Il arrête sa carrière à l'issue de l'année.

## Palmarès en BMX

### Jeux olympiques
- Pékin 2008
  - Éliminé en quarts de finale du BMX
- Londres 2012
  - 8e du BMX
- Rio de Janeiro 2016
  - Éliminé en quarts de finale du BMX

### Championnats du monde
- 2007
  - 17e du championnat du monde de BMX
- 2009
  - 29e du championnat du monde de BMX
- 2012
  -  Médaillé d'argent du championnat du monde du contre-la-montre BMX
- 2013
  -  Champion du monde de BMX

### Coupe du monde
- 2009 : 33e
- 2010 : 12e
- 2012 : 20e
- 2013 : 3e, vainqueur d'une manche
- 2014 : 1er, vainqueur d'une manche
- 2015 : 1er, vainqueur de trois manches
- 2016 : 21e, vainqueur d'une manche

### Coupe d'Europe
- 2015 : 19e du classement général, vainqueur de deux manches

## Palmarès sur piste
- 2011
  - 3e du championnat de Grande-Bretagne de vitesse par équipes